# T.I.M. (band)
T.I.M. (afkorting van The Incredible Mic) is de artiestennaam van de Nederlandse muzikant Tim Jan Blaauwbroek, dan wel de naam van zijn rockformatie. De band speelt een crossover van rock, hiphop, rap, funk en soul. De bandnaam is afgeleid van de vintage microfoon Shure 55SH die Blaauwbroek op zijn arm heeft getatoeëerd.

## Bandgeschiedenis
Blaauwbroek komt middels het toesturen van een demo in contact met de manager van Herman Brood, Koos van Dijk, die dan ook manager van Blaauwbroek wordt. Voor het debuutalbum Spoetnik vraagt Blaauwbroek per e-mail een aantal van zijn idolen mee te werken aan zijn cd. Bryan Mantia en Richard Fortus, beiden van Guns N' Roses, zijn bereid op het album mee te spelen, en ook Dog Eat Dog-zanger John Connor werkt mee aan het album. Een liveband wordt samengesteld met gitarist John Hayes (Mother's Finest), bassist Barend "The Bear" Courbois (Zakk Wylde) en drummer Guzz Genser (Herman Brood & His Wild Romance), allen werkten ook mee aan het album.
In 2010 brengt T.I.M. de cover Stop van Sam Brown op als duet met X Factor-finaliste Maaike Vos. In het Herman Brood-jaar 2011 neemt T.I.M. met Dany Lademacher van The Wild Romance en Pieter Bodt van Beef de cover Dope Sucks! van Herman Brood op. In 2013 werd in Enschede het album Choose gelanceerd van het John Hayes Project, featuring T.I.M.
In juni 2022 brengt T.I.M. de single "Party Till The Sun Goes Down" uit een samenwerking met "Futuristic Pioneers" een nieuw  project van Mother'sFinest gitarist John Hayes met onder anderen Adrian Young van No Doubt op drums.
Het project wordt geproduceerd door Maarten De Groot die ook verantwoordelijk was voor de productie van het "Spoetnik" album.
De single ‘S E X’ afkomstig van het album "Spoetnik" is door Boomerang/Cartoon Netwerk gebruikt in het programma ‘Be cool – Scooby Doo’ als officiële internationale soundtrack.
De single ‘Fresh’ afkomstig van het album Spoetnik is door de omroep Vara gebruikt voor de serie ‘Overspel’ en later gebruikt voor KPN Films en Series in 2021 en Videoland On Demand.
De single ‘S E X’ afkomstig van het album "Spoetnik" is door de omroep VPRO en het Belgische VRT gebruikt voor de serie Reizen Waes.

## Discografie
- Spoetnik (2010)
- Fresh (single; 2010)
- Stop (feat. Maaike Vos) (single; 2010)
- Dope Sucks! (single; 2011)
- Fresh (Soundtrack van de televisieserie 'Overspel') (single; 2011)
- Choose (2013)
- Try To Love Again (single; 2013)
- Civil War (single; 2013)
- Lightspeed 2.0 ( feat. John Hayes & Dog Eat Dog) (single; 2014)
- SPOETNIK (Deluxe Edition) feat. John Hayes (album; 2014)
- Party till the sun goes down( feat. John Hayes & AdrianYoung from "No Doubt" on drums) (single; 2021)
- Lightspeed 2.0 ( feat. John Hayes & Dog Eat Dog) (single; 2025 re-release )